# Tweede divisie (voetbal Rusland)
De Russische tweede divisie is het derde niveau waarop in Rusland betaald voetbal wordt gespeeld en wordt georganiseerd door de professionele sectie van de RFS, de PFL (Russisch: Профессиональная футбольная лига).
De competitie is tegenwoordig ingedeeld in vijf geografische zones met een wisselend aantal deelnemende clubs per zone. Iedere winnaar van een zone promoveert naar de 1e divisie, de nummers laatst degraderen naar het regionale amateurvoetbal.
In 2011 veranderde de competitie van een kalenderjaarcompetitie naar een najaar-voorjaar competitie. Het seizoen 2011/12 duurde daarom extra lang. In 2023 wijzigt dit systeem opnieuw naar een kalenderjaarcompetitie, hoewel dit niet geldt voor de hogere reeksen. Bovendien werd het aantal clubs teruggebracht naar twee reeksen. Waarbij de A-reeks het derde niveau bleef en met de B-reeks een vierde niveau gecreëerd werd. 

## Winnaars
| Jaar    | Zone 4                         | Zone 1                      | Zone 2                      | Zone 2                           | Zone 3                           | Zone 5                           | Zone 5                            | Zone 5                     | Zone 6                               | Zone 6                               |                           |
| ------- | ------------------------------ | --------------------------- | --------------------------- | -------------------------------- | -------------------------------- | -------------------------------- | --------------------------------- | -------------------------- | ------------------------------------ | ------------------------------------ | ------------------------- |
| 1992    | Baltika Kaliningrad            | Erzu Grozny                 | Avtodor-Olaf Vladikavkaz    | Avtodor-Olaf Vladikavkaz         | Spartak-d Moskou                 | FK Neftekhimik Nizhnekamsk       | FK Neftekhimik Nizhnekamsk        | FK Neftekhimik Nizhnekamsk | Zarja Leninsk-Kuznetsky              | Zarja Leninsk-Kuznetsky              |                           |
| Jaar    | Zone 5                         | Zone 1                      | Zone 2                      | Zone 2                           | Zone 4                           | Zone 3                           | Zone 3                            | Zone 6                     | Zone 7                               | Zone 7                               |                           |
| 1993    | Vympel Rybinsk                 | Anzji Machatsjkala          | Saljoet Belgorod            | Saljoet Belgorod                 | Torpedo-MKB Mitisjtsji           | Torpedo Arzamas                  | Torpedo Arzamas                   | Devon Oktyabrsky           | Angara Angarsk                       | Angara Angarsk                       |                           |
| Jaar    | West                           | West                        | West                        | West                             | Centraal                         | Centraal                         | Centraal                          | Centraal                   | Siberië                              | Verre oosten                         |                           |
| 1994    | Fakel Voronezj                 | Fakel Voronezj              | Fakel Voronezj              | Fakel Voronezj                   | Torpedo Volzjski                 | Torpedo Volzjski                 | Torpedo Volzjski                  | Torpedo Volzjski           | Tsjkalovets Novosibirsk              | Dinamo Jakoetsk                      |                           |
| Jaar    | West                           | West                        | West                        | West                             | Centraal                         | Centraal                         | Centraal                          | Centraal                   | Oost                                 | Oost                                 |                           |
| 1995    | Spartak Naltsjik               | Spartak Naltsjik            | Spartak Naltsjik            | Spartak Naltsjik                 | Gazovik-Gazprom Izjevsk          | Gazovik-Gazprom Izjevsk          | Gazovik-Gazprom Izjevsk           | Gazovik-Gazprom Izjevsk    | Metallurg Krasnojarsk                | Metallurg Krasnojarsk                |                           |
| 1996    | Metallurg Lipetsk              | Metallurg Lipetsk           | Metallurg Lipetsk           | Metallurg Lipetsk                | Lada Dimitrovgrad                | Lada Dimitrovgrad                | Lada Dimitrovgrad                 | Lada Dimitrovgrad          | Irtysh Omsk                          | Irtysh Omsk                          |                           |
| 1997    | FK Arsenal Toela               | FK Arsenal Toela            | FK Arsenal Toela            | FK Arsenal Toela                 | Roebin Kazan                     | Roebin Kazan                     | Roebin Kazan                      | Roebin Kazan               | Tom Tomsk                            | Tom Tomsk                            |                           |
| Jaar    | West                           | Zuid                        | Zuid                        | Centraal                         | Centraal                         | Centraal                         | Wolga                             | Oeral                      | Oost                                 | Oost                                 |                           |
| 1998    | Torpedo-ZIL Moskou             | Volgar-Gazprom Astrachan    | Volgar-Gazprom Astrachan    | Spartak-Orekhovo Orekhovo-Zujevo | Spartak-Orekhovo Orekhovo-Zujevo | Spartak-Orekhovo Orekhovo-Zujevo | Torpedo-Viktorija Nizjni Novgorod | Amkar Perm                 | FK Metalloerg-Koezbass Novokoeznetsk | FK Metalloerg-Koezbass Novokoeznetsk |                           |
| 1999    | Avtomobilist Noginsk           | FK Koeban Krasnodar         | FK Koeban Krasnodar         | Spartak-Tsjukotka Moskou         | Spartak-Tsjukotka Moskou         | Spartak-Tsjukotka Moskou         | FK Lada Togliatti                 | Nosta Novotroitsk          | FK Metalloerg-Koezbass Novokoeznetsk | FK Metalloerg-Koezbass Novokoeznetsk |                           |
| 2000    | Severstal Tsjerepovets         | FK Koeban Krasnodar         | FK Koeban Krasnodar         | FC Khimki                        | FC Khimki                        | FC Khimki                        | Svetotekhnika Saransk             | FK Neftekhimik Nizhnekamsk | FK Metalloerg-Koezbass Novokoeznetsk | FK Metalloerg-Koezbass Novokoeznetsk |                           |
| 2001    | Dinamo Sint-Petersburg         | SKA Rostov                  | SKA Rostov                  | Metallurg Lipetsk                | Metallurg Lipetsk                | Metallurg Lipetsk                | Svetotekhnika Saransk             | FK Oeral Jekaterinenburg   | SKA-Energia Chabarovsk               | SKA-Energia Chabarovsk               |                           |
| 2002    | Baltika Kaliningrad            | Terek Grozny                | Terek Grozny                | Metallurg Lipetsk                | Metallurg Lipetsk                | Metallurg Lipetsk                | Svetotekhnika Saransk             | FK Oeral Jekaterinenburg   | FK Metalloerg-Koezbass Novokoeznetsk | FK Metalloerg-Koezbass Novokoeznetsk |                           |
| Jaar    | West                           | Zuid                        | Zuid                        | Centraal                         | Centraal                         | Centraal                         | Oeral-Wolga                       | Oeral-Wolga                | Oost                                 | Oost                                 |                           |
| 2003    | FK Arsenal Toela               | Dinamo Machatsjkala         | Dinamo Machatsjkala         | FK Orjol                         | FK Orjol                         | FK Orjol                         | KAMAZ Naberezjnye Tsjelny         | KAMAZ Naberezjnye Tsjelny  | FK Loetsj-Energia                    | FK Loetsj-Energia                    |                           |
| 2004    | Torpedo Vladimir               | Dinamo Stavropol            | Dinamo Stavropol            | Fakel Voronezj                   | Fakel Voronezj                   | Fakel Voronezj                   | FK Oeral Jekaterinenburg          | FK Oeral Jekaterinenburg   | Tsjkalovets-1936 Novosibirsk         | Tsjkalovets-1936 Novosibirsk         |                           |
| 2005    | Baltika Kaliningrad            | Angusht Nazran              | Angusht Nazran              | Saljoet-Energia Belgorod         | Saljoet-Energia Belgorod         | Saljoet-Energia Belgorod         | Sodovik Sterlitamak               | Sodovik Sterlitamak        | Metallurg Krasnojarsk                | Metallurg Krasnojarsk                |                           |
| 2006    | Tekstilsjtsjik-Telekom Ivanovo | Spartak Vladikavkaz         | Spartak Vladikavkaz         | Spartak-MZhK Rjazan              | Spartak-MZhK Rjazan              | Spartak-MZhK Rjazan              | Nosta Novotroitsk                 | Nosta Novotroitsk          | Zvezda Irkoetsk                      | Zvezda Irkoetsk                      |                           |
| 2007    | Sportakademklub Moskou         | Tsjernomorets Novorossiejsk | Tsjernomorets Novorossiejsk | Vitjaz Podolsk                   | Vitjaz Podolsk                   | Vitjaz Podolsk                   | Volga Oeljanovsk                  | Volga Oeljanovsk           | Dinamo Barnaoel                      | Dinamo Barnaoel                      |                           |
| 2008    | MVD Rossii Moskou              | Volgar-Gazprom Astrachan    | Volgar-Gazprom Astrachan    | Metallurg Lipetsk                | Metallurg Lipetsk                | Metallurg Lipetsk                | FK Nizjni Novgorod                | FK Nizjni Novgorod         | FK Tsjita                            | FK Tsjita                            |                           |
| 2009    | Dinamo Sint-Petersburg         | Zhemtsjuzjina Sotsji        | Zhemtsjuzjina Sotsji        | Avangard Koersk                  | Avangard Koersk                  | Avangard Koersk                  | Mordovia Saransk                  | Mordovia Saransk           | Irtysh Omsk                          | Irtysh Omsk                          |                           |
| 2010    | Torpedo Vladimir               | Tsjernomorets Novorossiejsk | Tsjernomorets Novorossiejsk | Torpedo Moskou                   | Torpedo Moskou                   | Torpedo Moskou                   | Gazovik Orenburg                  | Gazovik Orenburg           | Metallurg-Jenisej Krasnojarsk        | Metallurg-Jenisej Krasnojarsk        |                           |
| 2011/12 | FK Petrotrest                  | Rotor Volgograd             | Rotor Volgograd             | Saljoet Belgorod                 | Saljoet Belgorod                 | Saljoet Belgorod                 | FK Neftekhimik Nizhnekamsk        | FK Neftekhimik Nizhnekamsk | FK Metallurg-Kuzbass Novokuznetsk    | FK Metallurg-Kuzbass Novokuznetsk    |                           |
| 2012/13 | FK Chimik Dzerzjinsk           | FK Angoesjt Nazran          | FK Angoesjt Nazran          | FK Arsenal Toela                 | FK Arsenal Toela                 | FK Arsenal Toela                 | Gazovik Orenburg                  | Gazovik Orenburg           | FK Loetsj-Energia                    | FK Loetsj-Energia                    |                           |
| 2013/14 | FK Tosno                       | Volgar Astrachan            | Volgar Astrachan            | Sokol Saratov                    | Sokol Saratov                    | Sokol Saratov                    | FK Tjoemen                        | FK Tjoemen                 | Sachalin Joezjno-Sachalinsk          | Sachalin Joezjno-Sachalinsk          |                           |
| 2014/15 | Spartak-2 Moskou               | Torpedo Armavir             | Torpedo Armavir             | Fakel Voronezj                   | Fakel Voronezj                   | Fakel Voronezj                   | KAMAZ Naberezjnye Tsjelny         | KAMAZ Naberezjnye Tsjelny  | Baikal Irkoetsk                      | Baikal Irkoetsk                      |                           |
| 2015/16 | FK Chimki                      | Spartak Naltsjik            | Spartak Naltsjik            | FK Tambov                        | FK Tambov                        | FK Tambov                        | FK Neftechimik Nizjnekamsk        | FK Neftechimik Nizjnekamsk | FK Smena Komsomolsk aan de Amoer     | FK Smena Komsomolsk aan de Amoer     |                           |
| 2016/17 | Dinamo Sint-Petersburg         | Rotor Volgograd             | Rotor Volgograd             | Avangard Koersk                  | Avangard Koersk                  | Avangard Koersk                  | Olimpijets Nizjni Novgorod        | Olimpijets Nizjni Novgorod | Tsjita                               | Tsjita                               |                           |
| 2017/18 | Tsjertanovo Moskou             | Armavir                     | Armavir                     | Ararat Moskou                    | Ararat Moskou                    | Ararat Moskou                    | Mordovia Saransk                  | Mordovia Saransk           | Sachalin Joezjno-Sachalinsk          | Sachalin Joezjno-Sachalinsk          |                           |
| 2018/19 | Tekstilsjtsjik Ivanovo         | Tsjajka Pestsjanokopskoje   | Tsjajka Pestsjanokopskoje   | Torpedo Moskou                   | Torpedo Moskou                   | Torpedo Moskou                   | Neftechimik Nizjnekamsk           | Neftechimik Nizjnekamsk    | Sachalin Joezjno-Sachalinsk          | Sachalin Joezjno-Sachalinsk          |                           |
| 2019/20 | Veles Moskou                   | Volgar Astrachan            | Volgar Astrachan            | Dinamo Brjansk                   | Dinamo Brjansk                   | Dinamo Brjansk                   | Akron Toljatti                    | Akron Toljatti             | Irtysj Omsk                          | Irtysj Omsk                          |                           |
| Jaar    | Groep 2                        | Groep 1                     | Groep 1                     | Groep 3                          | Groep 3                          | Groep 4                          | Groep 4                           | Groep 4                    | Groep 4                              | Groep 4                              | Groep 4                   |
| 2020/21 | Olimp-Dolgoproedni             | Koeban Krasnodar            | Koeban Krasnodar            | Metallurg Lipetsk                | Metallurg Lipetsk                | KAMAZ Naberezjnye Tsjelny        | KAMAZ Naberezjnye Tsjelny         | KAMAZ Naberezjnye Tsjelny  | KAMAZ Naberezjnye Tsjelny            | KAMAZ Naberezjnye Tsjelny            | KAMAZ Naberezjnye Tsjelny |
| 2021/22 | Sjinnik Jaroslavl              | Dinamo Machatsjkala         | Dinamo Machatsjkala         | Rodina Moskou                    | Rodina Moskou                    | Volga Oeljanovsk                 | Volga Oeljanovsk                  | Volga Oeljanovsk           | Volga Oeljanovsk                     | Volga Oeljanovsk                     | Volga Oeljanovsk          |
| 2022/23 | Leningradets Leningrad Oblast  | Tsjernomorets Novorossiejsk | Tsjernomorets Novorossiejsk | Sokol Saratov                    | Sokol Saratov                    | Tjoemen                          | Tjoemen                           | Tjoemen                    | Tjoemen                              | Tjoemen                              | Tjoemen                   |
| Jaar    | A                              | A                           | A                           | A                                | A                                | A                                | A                                 | A                          | A                                    | A                                    |                           |
| 2023/24 | Oefa                           | Oefa                        | Oefa                        | Oefa                             | Oefa                             | Oefa                             | Oefa                              | Oefa                       | Oefa                                 | Oefa                                 |                           |

Albanië ·
België (tot 2016 / vanaf 2016) · 
Bulgarije ·
Cyprus · 
Denemarken · 
Duitsland · 
Engeland · 
Estland · 
Finland · 
Frankrijk · 
Georgië · 
Gibraltar ·
Griekenland · 
Italië · 
Ierland · 
Kroatië · 
Luxemburg · 
Nederland · 
Noord-Ierland · 
Noord-Macedonië · 
Noorwegen · 
Oekraïne · 
Oostenrijk · 
Polen · 
Portugal · 
Roemenië · 
Rusland · 
Schotland · 
Servië · 
Slovenië · 
Slowakije · 
Spanje (tot 2021 / vanaf 2021) · 
Tsjechië (Moravië / Bohemen) ·
Turkije · 
Wales · 
Zweden · 
Zwitserland